# Гифа
Гѝфа (на италиански: Ghiffa, на местен диалект: Ghifa, Гифа) е село и община в Северна Италия, провинция Вербано-Кузио-Осола, регион Пиемонт. Разположено е на 201 m надморска височина на западния бряг на езеро Лаго Маджоре. Населението на общината е 2402 души (към 2010 г.).